# Bertil Löfquist
Anders Bertil Sigge Löfquist, född 19 juli 1912 i Malmö, Skåne län, död 14 juli 2005 i Norrtälje, Stockholms län, var en svensk docent och civilingenjör.
Löfquist var son till köpman Axel Löfquist och Sigrid Löfquist. Han blev 1937 civilingenjör vid Chalmers tekniska högskola, och 1946 sedermera teknologie doktor där. Löfquist blev docent i vattenbyggnad vid KTH 1946, och var även där under några år speciallärare i geoteknik. Under 1940- och 1950-talen var han chef för avdelningen för forskning och utveckling vid Kungliga Vattenfallsstyrelsen. Löfquist var 1957 FN-expert i dammbyggnad i Jugoslavien och 1961-1962 på Cypern. Han var också ledamot av Svenska Teknologiföreningen. Löfquist var den förste tekn. dr. att promoveras vid Chalmers, och promoverades där till jubeldoktor 1996.